# Tour of the Universe (Jon Anderson)
Tour of the Universe o Work in Progress: Tour of the Universe è il tour mondiale di Jon Anderson, cantante storico degli Yes, che nel 2005 ha toccato gran parte dell'Europa, Israele ed il Nordamerica. Tour of the Universe è anche il nome del DVD promosso durante il tour.
Nel tour, Anderson si è esibito in un one-man show, con l'ausilio solo di alcune chitarre (inclusa una chitarra MIDI) e un pianoforte. Il repertorio proposto include classici degli Yes rivisitati (Long Distance Runaround, Close to the Edge, The Revealing Science of God, Soon, Show Me e altri), brani di Jon & Vangelis (per esempio State of Independence), brani pubblicati su album solisti di Anderson (come Change We Must), e materiale inedito (You Lift Me Up).
Il DVD, pubblicato da Classic Pictures, mostra un'esibizione di Anderson per la XM Satellite Radio, in cui vengono proposti gran parte dei brani portati in tour. Il DVD è arricchito da contenuti multimediali, brevi interviste, e alcuni documentari sulla sezione aurea e le sue applicazioni all'arte e alla musica, col contributo di Ron Knott e del pianista Roy Howat dell'Università di Cambridge.
I brani musicali sono presenti nel DVD sia nella forma di riprese video live, sia in versione audio con sottotitoli e immagini fisse.

## Lista tracce
1. Harmony
2. Father Sky
3. Standing Still
4. Bring on the Day
5. You Lift Me Up
6. Long Distance Runaround
7. State of Independence
8. Set Sail
9. Who Could Imagine?
10. The Revealing Science of God (estratto)
11. First Song
12. Nous Sommes du Soleil (sezione conclusiva di Ritual)
13. O'er
14. Show Me
15. White Buffalo
16. And You And I (estratto)
17. Change We Must
18. Harping
19. Your Move
20. Yours Is No Disgrace (estratto)
21. This Is